# Rosenbergia mandibularis
Rosenbergia mandibularis är en skalbaggsart som beskrevs av Conrad Ritsema 1881. Rosenbergia mandibularis ingår i släktet Rosenbergia och familjen långhorningar. Inga underarter finns listade i Catalogue of Life.